# Effetto idrofobico
L'effetto idrofobico è la forza fondamentale, dovuta all'idrofobia, che guida l'organizzazione strutturale di tutte le macromolecole biologiche (proteine, acidi nucleici, membrane, ecc.) in soluzione acquosa, e le induce a prendere una forma che comporta sempre la presenza di un core idrofobico.
Il core idrofobico o nucleo idrofobico è solitamente la parte apolare, più interna, di una macromolecola o di un insieme di molecole anfipatiche che si organizzano in acqua a formare strutture ordinate (proteine globulari, membrane, micelle, ecc.). Spesso il termine è riferito alla organizzazione strutturale interna delle proteine globulari che è formata essenzialmente da amminoacidi apolari o idrofobici e quindi con poca attitudine ad interagire con l'acqua ma, piuttosto, con altri amminoacidi simili mediante interazioni deboli (es. forze di Van der Waals). Queste interazioni contribuiscono non solo alla stabilizzazione del nucleo, ma anche a quella di tutto il globulo proteico unitamente ai legami idrogeno ed alle interazioni elettrostatiche. Alla stabilità del globulo contribuisce anche l'acqua, che si dispone con una particolare organizzazione strutturale attorno alla superficie proteica (formata dagli amminoacidi polari), generando l'effetto idrofobico.
Il DNA, per esempio, ha un core formato dalle basi nucleotidiche impilate a formare la struttura centrale idrofobica, rivestita da zuccheri e fosfati che sono la parte polare (o idrofila) a contatto con l'acqua. Lo stesso avviene per la formazione delle membrane, anche se non si tratta di una sola macromolecola che si avvolge ma di numerose molecole anfipatiche (fosfolipidi) che si organizzano con la stessa logica in membrane, micelle, bilayer, ecc.
Il termine core idrofobico spesso ha il significato generico di zona strutturata in cui l'ingresso dell'acqua è molto improbabile.